# Jairo Moreira
Jairo Moreira (* 7. März 1995) ist ein uruguayischer Leichtathlet, der sich auf den Mittelstreckenlauf spezialisiert hat.

## Sportliche Laufbahn
Erste Erfahrungen bei internationalen Meisterschaften sammelte Jairo Moreira im Jahr 2017, als er bei den Südamerikameisterschaften in Luque in 1:54,82 min den achten Platz im 800-Meter-Lauf belegte. 2025 gelangte er bei den Hallensüdamerikameisterschaften in Cochabamba mit 1:53,35 min auf den vierten Platz über 800 Meter und belegte auch mit der uruguayischen 4-mal-400-Meter-Staffel in 3:29,89 min den vierten Platz. Ende April verpasste er bei den Südamerikameisterschaften in Mar del Plata mit 1:52,71 min den Finaleinzug über 800 Meter und belegte mit der Staffel in 3:23,87 min den achten Platz.
In den Jahren 2016, von 2019 bis 2021 sowie 2023 und 2024 wurde Moreira uruguayischer Meister im 800-Meter-Lauf.

## Persönliche Bestleistungen
- 800 Meter: 1:50,26 min, 7. April 2024 in Concepción del Uruguay
  - 800 Meter (Halle): 1:53,35 min, 23. Februar 2025 in Cochabamba (uruguayischer Rekord)